# Rayman Adventures
Rayman Adventures — условно-бесплатная мобильная однопользовательская онлайн-игра в жанре платформера, разработанная Ubisoft Montpellier и изданная Ubisoft для Новой Зеландии 10 июля 2015 года и для остального мира 10 декабря того же года. Игра поддерживается на платформах Android, iOS и tvOS. Главной задачей игрока является собирание яиц Невероятышей (англ. Incrediballs), поддерживающих жизнь священного дерева.
Игра получила смешанные отзывы критиков. Rayman Adventures хвалили за качественную графику, динамичный игровой процесс, саундтрек и оптимизацию, но критиковали за однообразие уровней, ограничения free-to-play модели и неудобное управление. Рецензенты отмечали, что игра сохраняет дух франшизы Rayman, но страдает от недостатка разнообразия и спорных игровых механик, таких как система инкубации Невероятышей.

## Сюжет и геймплей

Игровой процесс Rayman Adventures. Невероятыш помогает игроку справляться с врагами

Мародёры вторглись к священному дереву и забрали Невероятышей, которые поддерживали его жизнь. Рэйману и его друзьям предстоит вернуть их обратно.
Rayman Adventures — платформер. Игрок выбирает главного героя: Рэймана или Барбару. Персонаж беспрерывно движется в одном направлении, которое игрок может менять пролистыванием, проводя пальцем по экрану. При нажатии герой прыгает, при пролистывании — помимо смены направления совершает удар. На уровнях игрок должен преодолевать препятствия, находить секретные объекты и сражаться с врагами. Его главной задачей является собирание яиц Невероятышей.
Игрок выбирает приключение — группу из нескольких уровней. У уровней есть определённые цели, среди которых: гонка на время, победить всех врагов, освободить спрятанных малюток (персонажей серии) и собрать как можно бомльше люмов — игровых очков. За прохождение уровня игроку вручаются награды, соответствующее качеству прохождения. После прохождения всего приключения игроку выдаётся яйцо, из которого после инкубации вылупляется шарообразное существо Невероятыш. Оно может быть трёх типов: помогающее справляться с врагами, показывающее секретные объекты на уровне и притягивающие люмы за игрока. Игрок может взять до трёх Невероятышей для прохождения уровня. Невероятыши помогают росту священного дерева, на которым же и живут.

## Разработка
Разработкой Rayman Adventures занималась Ubisoft Montpellier. Игра была анонсирована 7 июля 2015 года. 10 июля того же года она вышла в Новой Зеландии, а 3 декабря — во всём остальном мире. Rayman Adventures поддерживается на платформах Android и iOS. С 30 октября 2015 года игра стала доступна на Apple TV.

## Критика
| Сводный рейтинг       | Сводный рейтинг |
| Агрегатор             | Оценка          |
| --------------------- | --------------- |
| Metacritic            | 73/100 (iOS)    |
| Иноязычные издания    |                 |
| Издание               | Оценка          |
| Destructoid           | 8/10            |
| Gamezebo              | 70/100          |
| Jeuxvideo.com         | 18/20           |
| Pocket Gamer          | [ 16 ]          |
| TouchArcade           | [ 17 ]          |
| Русскоязычные издания |                 |
| Издание               | Оценка          |
| «Игры Mail.ru»        | 7 из 10         |

Крис Картер из TouchArcade похвалил Rayman Adventures за оптимизацию и быстрое прохождение уровней, однако из минусов отметил обязательное время для вылупления яиц и невозможность перепройти уровни. Марк Браун из Pocket Gamer сравнил игру с Trials: Frontier. По его мнению, в Rayman Adventures хорошие графика, саундтрек и геймплей, но главной проблемой является однотипность уровней. Бретт Македонски из Destructoid считает, что игра хорошо передала дух франшизы, но прогресс в ней бессмысленнен. По мнению Кита Эндрю из Trusted Reviews, Rayman Adventures насыщена декорациями, но в плане игрового процесса она скучная, так как от игрока не требуется много действий. Мэттью Фик из Nag похвалил игру за графику и звуковое сопровождение. По мнению Дженнифер Аллен из Gamezebo, Rayman Adventures — «почти очень хорошая игра», яркая и красочная. Из недостатков она выделила неудобное управления, невозможность переиграть пройденный уровень и элементы free-to-play. Аллен назвала концепцию Невероятышей не до конца объяснённой и излишней.
По мнению Александра Михно из Игры@Mail.ru, Rayman Adventures представляет собой «красивый и бесплатный мобильный платформер, которому отчаянно не хватает разнообразия». Критик выделил интерактивность некоторых участков, где «герой может раскачиваться на лианах, наступать на платформы и запускать механизмы», а также моменты, когда «уровень превращается в настоящий фильм-катастрофу». Егор Антоненков в своей рецензии для GmBox высоко оценил Rayman Adventures, назвав её «одним из лучших платформеров этого года». Однако Антоненков раскритиковал систему монетизации игры, в частности, механику инкубатора для Невероятышей.